# Liste der Kulturdenkmale in Norderbrarup
In der Liste der Kulturdenkmale in Norderbrarup sind alle Kulturdenkmale der schleswig-holsteinischen Gemeinde Norderbrarup (Kreis Schleswig-Flensburg) aufgelistet (Stand: 14. April 2025).
Die Bodendenkmale sind in der Liste der Bodendenkmale in Norderbrarup aufgeführt.

## Legende
In den Spalten befinden sich folgende Informationen:
- Objekt-ID: die Nummer des Kulturdenkmales
- Lage: die Adresse des Kulturdenkmales und die geographischen Koordinaten. Kartenansicht, um Koordinaten zu setzen. In der Kartenansicht sind Kulturdenkmale ohne Koordinaten mit einem roten Marker dargestellt und können in der Karte gesetzt werden. Kulturdenkmale ohne Bild sind mit einem blauen Marker gekennzeichnet, Kulturdenkmale mit Bild mit einem grünen Marker.
- Offizielle Bezeichnung: Bezeichnung des Kulturdenkmales
- Beschreibung: die Beschreibung des Kulturdenkmales
- Bild: ein Bild des Kulturdenkmales

## Sachgesamtheiten
| Objekt-ID      | Lage                                                      | Offizielle Bezeichnung | Beschreibung | Bild                             |
| -------------- | --------------------------------------------------------- | ---------------------- | --- | -------------------------------- |
| 40961 Wikidata | Am Pastorat 2, Kirchenstraße (54° 39′ 21″ N, 9° 46′ 3″ O) | Kirche St. Marien      | Aktualisierung vorgesehen - Begründung: geschichtlich, künstlerisch, städtebaulich, Kulturlandschaft prägend - Schutzumfang: Kirche St. Marien mit Ausstattung, Glockenhaus, Kirchhof, Grabmale bis 1870, Mausoleum Rurupmühle, Kirchhofspforte, Nebenpforte, Feldsteinwall, Lindenkranz, Ehrenmal (Kirchenstraße); Pastorat 1750 (Am Pastorat 2) | weitere Fotos \| Fotos hochladen |

## Bauliche Anlagen
| Objekt-ID     | Lage                                            | Offizielle Bezeichnung            | Beschreibung | Bild                             |
| ------------- | ----------------------------------------------- | --------------------------------- | --- | -------------------------------- |
| 4112 Wikidata | Am Pastorat 2 (54° 39′ 21″ N, 9° 46′ 14″ O)     | Pastorat 1750                     | Alteintragung (Aktualisierung vorgesehen) - Begründung: geschichtlich, städtebaulich - Schutzumfang: gesamtes Objekt - Denkmaltyp: Bauliche Anlage, Sachgesamtheit: Kirche St. Marien | Fotos hochladen                  |
| 8628 Wikidata | Flaruper Straße 2 (54° 39′ 23″ N, 9° 45′ 57″ O) | Hofanlage: Wohnhaus               | Alteintragung (Aktualisierung vorgesehen) - Begründung: Alteintragung (Aktualisierung vorgesehen) - Schutzumfang: Alteintragung (Aktualisierung vorgesehen) - Denkmaltyp: Bauliche Anlage | Fotos hochladen                  |
| 9102 Wikidata | Flaruper Straße 2 (54° 39′ 23″ N, 9° 45′ 56″ O) | Hofanlage: Stallscheune           | Alteintragung (Aktualisierung vorgesehen) - Begründung: Alteintragung (Aktualisierung vorgesehen) - Schutzumfang: Alteintragung (Aktualisierung vorgesehen) - Denkmaltyp: Bauliche Anlage | Fotos hochladen                  |
| 9103 Wikidata | Flaruper Straße 2 (54° 39′ 24″ N, 9° 45′ 56″ O) | Hofanlage: Stallscheune           | Alteintragung (Aktualisierung vorgesehen) - Begründung: Alteintragung (Aktualisierung vorgesehen) - Schutzumfang: Alteintragung (Aktualisierung vorgesehen) - Denkmaltyp: Bauliche Anlage | Fotos hochladen                  |
| 4111 Wikidata | Kirchenstraße (54° 39′ 23″ N, 9° 46′ 3″ O)      | Kirche St. Marien mit Ausstattung | Die Kirche entstand um das Jahr 1200. Im Inneren befindet sich ein spätgotischer Altar von Bernt Notke aus der Zeit um 1500. Alteintragung (Aktualisierung vorgesehen) - Begründung: geschichtlich, künstlerisch, städtebaulich - Schutzumfang: Kirche St. Marien mit Ausstattung, Glockenhaus - Denkmaltyp: Bauliche Anlage, Sachgesamtheit: Kirche St. Marien | weitere Fotos \| Fotos hochladen |
| 3489 Wikidata | Ruruper Straße 14 (54° 39′ 17″ N, 9° 45′ 54″ O) | Hofanlage: Wohnhaus               | Alteintragung (Aktualisierung vorgesehen) - Begründung: Alteintragung (Aktualisierung vorgesehen) - Schutzumfang: Alteintragung (Aktualisierung vorgesehen) - Denkmaltyp: Bauliche Anlage | BW                               |

## Gründenkmale
| Objekt-ID      | Lage                                       | Offizielle Bezeichnung | Beschreibung | Bild            |
| -------------- | ------------------------------------------ | ---------------------- | --- | --------------- |
| 23010 Wikidata | Kirchenstraße (54° 39′ 23″ N, 9° 46′ 4″ O) | Kirchhof               | Alteintragung (Aktualisierung vorgesehen) - Begründung: geschichtlich, Kulturlandschaft prägend - Schutzumfang: Kirchhof, Grabmale bis 1870, Mausoleum Rurupmühle, Kirchhofspforte, Nebenpforte, Feldsteinwall, Lindenkranz - Denkmaltyp: Gründenkmal, Sachgesamtheit: Kirche St. Marien | Fotos hochladen |

## Quelle
- Liste der Kulturdenkmale in Schleswig-Holstein – Kreis Schleswig-Flensburg

- Karte mit allen Koordinaten:
- OSM |
- WikiMap